# Львівська обласна рада депутатів трудящих ІІ скликання
Львівська обласна рада депутатів трудящих другого скликання — представничий орган Львівської області у 1947—1950 роках.
Нижче наведено список депутатів Львівської обласної ради 2-го скликання, обраних 21 грудня 1947 року в загальних та особливих округах. Всього до Львівської обласної ради 2-го скликання було обрано 80 депутатів.
| Прізвище, ім'я, по-батькові     | Місто чи район           | Виборчий округ          | Посада                                                                                            | Примітки         |  |
| ------------------------------- | ------------------------ | ----------------------- | ------------------------------------------------------------------------------------------------- | ---------------- |  |
| Багнюк Федір Іванович           | Радехівський район       | Радехівський № 48       | голова Стоянівської сільської ради Радехівського р-ну                                             |                  |  |
| Баюс Марія Павлівна             | Поморянський район       | Поморянський № 41       | ланкова колгоспу імені Сталіна Поморянського р-ну                                                 |                  |  |
| Беркета Ольга Петрівна          | Красненський район       | Красненський № 28       | ланкова колгоспу імені Івана Франка Красненського р-ну                                            |                  |  |
| Білик Пилипина Пилипівна        | Новомилятинський район   | Новомилятинський № 34   | вчителька початкової школи села Великосілка Ново-Милятинського р-ну                               |                  |  |
| Бойко Костянтин Петрович        | Городоцький район        | Городоцький № 15        | 1-й заступник голови Львівського облвиконкому                                                     |                  |  |
| Бондар Іван Іванович            | місто Львів              | Червоноармійський № 62  | 2-й секретар Львівського міськкому КП(б)У                                                         |                  |  |
| Борис Петро Петрович            | Щирецький район          | Щирецький № 51          | робітник Щирецького гіпсового заводу                                                              |                  |  |
| Влах Оксана Григорівна          | Заболотцівський район    | Заболотцівський № 19    | зоотехнік Заболотцівського районного відділу сільського господарства                              |                  |  |
| Воронін Олександр Іванович      | Пустомитівський район    | Пустомитівський № 44    | начальник Львівського обласного управління державної безпеки (МДБ)                                |                  |  |
| Галицький Кузьма Микитович      |                          | особливий округ № 77    | командувач військ Прикарпатського військового округу, генерал армії                               |                  |  |
| Ганул Леонід Панасович          | Золочівський район       | Золочівський № 20       | завідувач Львівського обласного відділу охорони здоров'я                                          |                  |  |
| Говоруха Михайло Степанович     | Куликівський район       | Куликівський № 29       | голови правління колгоспу імені Івана Франка Куликівського р-ну                                   |                  |  |
| Горбань Федір Григорович        | місто Львів              | Червоноармійський № 64  | секретар Львівського обкому КП(б)У                                                                |                  |  |
| Гошко Ганна Костянтинівна       | Яворівський район        | Яворівський № 53        | ланкова колгоспу імені Кірова Яворівського р-ну                                                   |                  |  |
| Грубич Антоніна Денисівна       | Олеський район           | Олеський № 36           | головний агроном Олеського районного відділу сільського господарства                              |                  |  |
| Грушецький Іван Самійлович      | місто Львів              | Залізничний № 67        | 1-й секретар Львівського обкому КП(б)У                                                            |                  |  |
| Грушецький Петро Михайлович     | Новояричівський район    | Новояричівський № 35    | голова правління колгоспу «Новне життя» Новояричівського р-ну                                     |                  |  |
| Гук Йосип Григорович            | Підкамінський район      | Підкамінський № 40      | голова Нем'яцької сільської ради Підкамінського р-ну                                              |                  |  |
| Дацишина Євдокія Григорівна     | Великомостівський район  | Великомостівський № 9   | свинарка колгоспу імені Леніна Великомостівського р-ну                                            |                  |  |
| Дем'яненко Іван Микитович       |                          | особливий округ № 79    | військовий-артилерист, капітан, Герой Радянського Союзу                                           |                  |  |
| Довганик Ілля Ілліч             | Жовківський район        | Жовківський № 17        | голова Жовківського райвиконкому                                                                  | убитий 5.12.1949 |  |
| Дриль Михайло Іванович          | Винниківський район      | Винниківський № 10      | секретар Львівського облвиконкому                                                                 |                  |  |
| Дудикевич Богдан Корнилович     | місто Львів              | Сталінський № 57        | директор Львівського державного історичного музею                                                 |                  |  |
| Єременко Федір Ісакович         | місто Львів              | Сталінський № 55        | 1-й секретар Сталінського райкому КП(б)У міста Львова                                             |                  |  |
| Завадка Йосип Федорович         | місто Львів              | Залізничний № 70        | майстер тресту «Львівшахтобуд»                                                                    |                  |  |
| Касьян Панас Федотович          | Радехівський район       | Радехівський № 47       | голова Радехівського райвиконкому                                                                 |                  |  |
| Кияк Григорій Степанович        | місто Львів              | Червоноармійський № 59  | завідувач кафедри агрохімії Львівського сільськогосподарського інституту                          |                  |  |
| Козачишин Микола Якович         | Винниківський район      | Винниківський № 11      | голова правління Винниківської районної споживчої спілки                                          |                  |  |
| Козирєв Микола Володимирович    | місто Львів              | Сталінський № 54        | голова Львівського облвиконкому (до січня 1949 року)                                              |                  |  |
| Козланюк Петро Степанович       | місто Львів              | Шевченківський № 75     | голова правління Львівського відділення Спілки радянських письменників України                    |                  |  |
| Колесса Микола Філаретович      | Бібрський район          | Бібрський № 2           | художній керівник державної капели «Трембіта»                                                     |                  |  |
| Кольцов Фірс Артемович          | Заболотцівський район    | Заболотцівський № 18    | обласний військовий комісар Львівської області                                                    |                  |  |
| Кондратенко Микола Георгійович  | місто Львів              | Залізничний № 66        | машиніст залізничного депо Львів-Схід Львівської залізниці                                        |                  |  |
| Кононихіна Ганна Софронівна     | Немирівський район       | Немирівський № 33       | лікар Немирівської районної лікарні                                                               |                  |  |
| Коснічук Іван Данилович         | місто Львів              | Залізничний № 72        | завідувач Львівського обласного відділу торгівлі                                                  |                  |  |
| Крайнюков Костянтин Васильович  |                          | особливий округ № 80    | член Військової Ради Прикарпатського військового округу, генерал-лейтенант                        |                  |  |
| Крайовий Іван Гнатович          | Красненський район       | Красненський № 27       | начальник Львівської залізниці                                                                    |                  |  |
| Крижановський Павло Степанович  | Сокальський район        | Сокальський № 49        | директор Тартаківської МТС Сокальського р-ну                                                      |                  |  |
| Кудловська Ольга Тимофіївна     | місто Львів              | Шевченківський № 76     | робітниця Львівської беконно-консервної фабрики                                                   |                  |  |
| Кузьма Марія Василівна          | Глинянський район        | Глинянський № 13        | ланкова колгоспу імені Шевченка Глинянського р-ну                                                 |                  |  |
| Кульчицька Олена Львівна        | місто Львів              | Залізничний № 71        | завідувач відділу народного мистецтва Львівського етнографічного музею                            |                  |  |
| Кушнір Йосипа Василівна         | місто Львів              | Шевченківський № 73     | електромонтажниця Львівського газового заводу                                                     |                  |  |
| Ліщинська Теодора Теодорівна    | місто Львів              | Залізничний № 68        | вчителька середньої школи № 34 міста Львова                                                       |                  |  |
| Макара Соломія Андріївна        | Пустомитівський район    | Пустомитівський № 43    | голова Наварійської сільської ради Пустомитівського р-ну                                          |                  |  |
| Манчук Любов Михайлівна         | Івано-Франківський район | Івано-Франківський № 22 | голова Івано-Франківського райвиконкому                                                           |                  |  |
| Маньковський Йосип Антонович    | Буський район            | Буський № 7             | 1-й секретар Буського райкому КП(б)У                                                              |                  |  |
| Миргородський Петро Леонтійович | Куликівський район       | Куликівський № 30       | заступник голови Львівського облвиконкому                                                         |                  |  |
| Мисюк Пелагія Григорівна        | Бібрський район          | Бібрський № 1           | ланкова колгоспу імені Сталіна Бібрського р-ну                                                    |                  |  |
| Міненко Самуїл Миколайович      | Золочівський район       | Золочівський № 21       | 1-й секретар Золочівського райкому КП(б)У                                                         |                  |  |
| Мойса Роман Максимович          | місто Львів              | Червоноармійський № 65  | формувальник Львівського цегельного заводу                                                        |                  |  |
| Мосейчук Герасим Федорович      | місто Львів              | Сталінський № 58        | інструктор Львівського міського комітету КП(б)У                                                   |                  |  |
| Моцкевич Ганна Михайлівна       | Брюховицький район       | Брюховицький № 3        | бригадир сушилки Львівського фанерно-меблевого комбінату                                          |                  |  |
| Ніколаєв Іван Васильович        | місто Львів              | Червоноармійський № 61  | начальник відділу кадрів Львівської контори тресту «Укрнафтотехпостач»                            |                  |  |
| Овчаренко Михайло Микитович     | Сокальський район        | Сокальський № 50        | заступник Уповноваженого Держплану СРСР по Львівській області                                     |                  |  |
| Органіста Григорій Захарович    | Кам'янсько-Бузький район | Кам'янсько-Бузький № 24 | голова Кам'янсько-Бузького райвиконкому                                                           |                  |  |
| Поляк Анастасія Василівна       | Перемишлянський район    | Перемишлянський № 38    | селянка села Мерещів Перемишлянського р-ну                                                        |                  |  |
| Прокопенко Іван Макарович       | місто Львів              | Залізничний № 69        | прокурор Львівської області                                                                       |                  |  |
| Прохоров Федір Олександрович    |                          | особливий округ № 78    | генерал-майор                                                                                     |                  |  |
| Романицький Борис Васильович    | місто Львів              | Сталінський № 56        | директор і художній керівник Львівського державного драматичного театру імені Марії Заньковецької |                  |  |
| Сало Катерина Григорівна        | Магерівський район       | Магерівський № 32       | селянка села Лаврики Магерівського р-ну                                                           |                  |  |
| Смирнов Євген Михайлович        | місто Львів              | Червоноармійський № 63  | директор Львівського заводу електроприладів                                                       |                  |  |
| Смолінський Сергій Михайлович   | місто Львів              | Червоноармійський № 60  | директор Львівського педагогічного інституту                                                      |                  |  |
| Стахів Іван Петрович            | Жовківський район        | Жовківський № 16        | селянин села Сопошин Жовківського р-ну                                                            |                  |  |
| Стефаник Семен Васильович       | Бродівський район        | Бродівський № 5         | заступник голови Львівського облвиконкому                                                         |                  |  |
| Сторчак Ганна Іванівна          | Рава-Руський район       | Рава-Руський № 45       | сепараторниця Рава-Руського маслозаводу                                                           |                  |  |
| Таран Петро Григорович          | місто Львів              | Шевченківський № 74     | голова Львівського міськвиконкому                                                                 | помер 10.02.1948 |  |
| Тельний Максим Іванович         | Рава-Руський район       | Рава-Руський № 46       | начальник Політвідділу прикордонних військ МДБ Українського округу                                |                  |  |
| Ткаченко Олександр Олексійович  | Глинянський район        | Глинянський № 12        | начальник Львівського обласного управління сільського господарства                                |                  |  |
| Трегуб Гнат Маркович            | Кам'янсько-Бузький район | Кам'янсько-Бузький № 25 | директор Львівського науково-дослідного інституту охорони материнства і дитинства                 |                  |  |
| Турок Іван Семенович            | Краковецький район       | Краковецький № 26       | голова Нагачівської сільської ради Краковецького р-ну                                             |                  |  |
| Турченко Павло Савич            | Підкамінський район      | Підкамінський № 39      | завідувач Львівського обласного відділу народної освіти                                           |                  |  |
| Хацько Петро Михайлович         | Івано-Франківський район | Івано-Франківський № 23 | голова правління колгоспу імені Хрущова Івано-Франківського р-ну                                  |                  |  |
| Хижняк Антон Федорович          | Брюховицький район       | Брюховицький № 4        | відповідальний редактор Львівської обласної газети «Вільна Україна»                               |                  |  |
| Чирва Іван Сергійович           | Великомостівський район  | Великомостівський № 8   | 1-й секретар Львівського обкому ЛКСМУ                                                             |                  |  |
| Шеметун Данило Семенович        | Яворівський район        | Яворівський № 52        | голова Львівської обласної планової комісії                                                       |                  |  |
| Шматько Дмитро Павлович         | Поморянський район       | Поморянський № 42       | завідувач Львівського обласного фінансового відділу                                               |                  |  |
| Шпитяк Григорій Лаврентійович   | Городоцький район        | Городоцький № 14        | 1-й секретар Городоцького райкому КП(б)У                                                          |                  |  |
| Юрко Олексій Пилипович          | Перемишлянський район    | Перемишлянський № 37    | голова Львівського обласного суду                                                                 |                  |  |
| Яремчук Софія Порфирівна        | Бродівський район        | Бродівський № 6         | інструктор Бродівського райкому ЛКСМУ                                                             |                  |  |
| Ярмолицька Антоніна Андріївна   | Лопатинський район       | Лопатинський № 31       | старший агроном Лопатинської МТС Лопатинського р-ну                                               |                  |  |

8 січня 1948 року відбулася 1-а сесія Львівської обласної ради депутатів трудящих 2-го скликання. Головою облвиконкому обраний Козирєв Микола Володимирович, 1-м заступником голови — Бойко Костянтин Петрович, заступниками голови: Миргородський Петро Леонтійович, Стефаник Семен Васильович та Мосейчук Герасим Федорович. Секретарем облвиконкому обраний Дриль Михайло Іванович.
Обрано Львівський облвиконком у складі 15 чоловік: Козирєв Микола Володимирович — голова облвиконкому; Бойко Костянтин Петрович — 1-й заступник голови облвиконкому; Миргородський Петро Леонтійович — заступник голови облвиконкому; Стефаник Семен Васильович — заступник голови облвиконкому; Мосейчук Герасим Федорович — заступник голови облвиконкому; Дриль Михайло Іванович — секретар облвиконкому; Грушецький Іван Самійлович — 1-й секретар Львівського обкому КП(б)У; Галицький Кузьма Микитович — командувач військ Прикарпатського військового округу; Шеметун Данило Семенович — голова Львівської обласної планової комісії; Ткаченко Олександр Олексійович — начальник Львівського обласного управління сільського господарства; Дудикевич Богдан Корнилович — директор Львівського державного історичного музею; Трегуб Гнат Маркович — директор Львівського науково-дослідного інституту охорони материнства і дитинства; Кондратенко Микола Георгійович — машиніст залізничного депо Львів-Схід Львівської залізниці; Манчук Любов Михайлівна — голова Івано-Франківського райвиконкому; Мисюк Пелагія Григорівна — ланкова колгоспу імені Сталіна Бібрського р-ну.
У 1948 році направлений на навчання у Вищу партійну школу при ЦК ВКП(б) у Москві 1-й заступник голови Львівського облвиконкому Бойко Костянтин Петрович.
16 березня 1949 року відбулася 4-а сесія Львівської обласної ради депутатів трудящих 2-го скликання. Головою облвиконкому обраний Пелехатий Кузьма Миколайович, заступником голови Львівського облвиконкому — Коваль Микола Павлович.